# Los músicos de Gion
Los músicos de Gion (祇園囃子 Gion Bayashi?), también conocida como Una geisha, es una película dramática japonesa de 1953 dirigida por Kenji Mizoguchi. Centrada en el distrito Gion de Kioto en la posguerra, retrata la relación entre una geisha y una adolescente que quiere convertirse en su aprendiz. La película está basada en una novela de Matsutarō Kawaguchi, quien también ayudó a escribir el guion.

## Sinopsis
En el Japón de la posguerra, en Gion, un distrito de Kioto donde están las más importantes casas de té de Japón, la joven Eiko (Ayako Wakao) cuyo padre endeudado no quiere pagar sus estudios, decide convertirse en una geisha de alto nivel, como su madre que acaba de morir. Le pide a una geisha famosa por su belleza, Miyoharu (Michiyo Kogure), que se ocupe de su formación. Para ello, necesitan pedir dinero prestado a la influyente propietaria de una casa de té, Okimi (Chieko Naniwa). Pero las dos jóvenes entienden que, a cambio, deberán acostarse con un industrial y la otra con un alto funcionario. Durante una fiesta, el industrial intenta violar a Eiko, ella se defiende y le muerde en la lengua. A continuación, Miyoharu rechaza los avances del industrial. Esto provoca un escándalo y Okimi les impide trabajar.

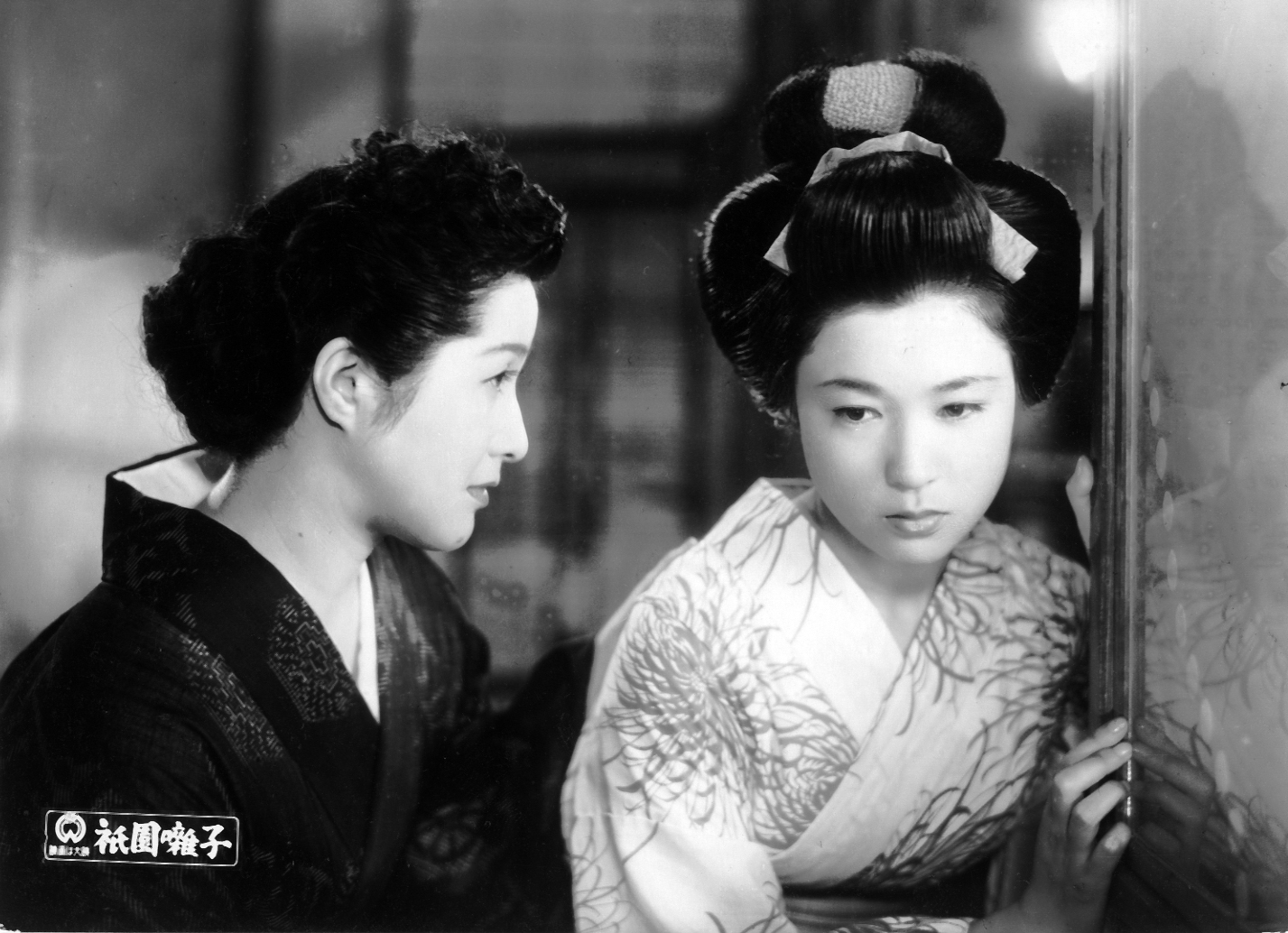
Michiyo Kogure y Ayako Wakao en una escena de la película

Los propietarios de las casas de té temerosos de la influencia de Okimi cancelan todos los compromisos de Miyoharu y de Eiko, que pasan por una situación económicamente lamentable, por lo que Eiko, consciente de que la situación la provocó ella decide entregarse a Kusuda. Eiko se presenta ante Okimi para que la lleve  con Kusuda. Okimi se ve obligada a llamar a Miyoharu para obtener su consentimiento formal, que esta niega.
Miyoharu regresa a la okiya cargada de regalos para Miyoei. Esta, preocupada por el repentino cambio de suerte, exige saber si se ha acostado con Kanzaki y amenaza con irse si se confirman sus sospechas. Miyoharu se ve obligada a admitir que lo hizo, pero que fue solo para protegerla porque es la persona más cercana a su familia, y las dos se reconcilian.

## Reparto
- Michiyo Kogure como Miyoharu
- Ayako Wakao como Eiko/Miyoei
- Seizaburō Kawazu como Kusuda
- Eitarō Shindō como Sawamoto
- Ichirō Sugai como Saeki
- Kanji Koshiba como Kanzaki
- Chieko Naniwa como Okimi
- Sumao Ishihara como Kōkichi
- Saburō Date como Imanishi
- Haruo Tanaka como Ogawa
- Kikue Mōri como instructora en la escuela de geishas
- Midori Komatsu como O-ume
- Emiko Yanagi como Kaname

## Recepción y legado
La película recibió el premio Blue Ribbon de 1954 al mejor actor de reparto (Eitarō Shindō) y a la mejor actriz de reparto (Chieko Naniwa).
Distintos críticos e historiadores de cine consideran está película como una de las principales obras de Mizoguchi y la han descrito como «elegantemente realizada [...] y extremadamente conmovedora» (Geoff Andrew, Time Out), «Increíblemente hermosa» y «compasiva pero completamente nada sentimental» (Vincent Canby, The New York Times) y «una crítica muy severa a la tradición de las geishas» (Donald Richie/Joseph L. Anderson, The Japanese Film – Art & Industry).
El New York Times incluyó la película en su lista de las 1000 mejores películas jamás realizadas.